# Темираул
Темираул (кум. Темиравул) — село в Хасавюртовском районе Дагестана. Административный центр сельсовета «Темираульский».

## История
Основано в 1736 году на землях кумыкского князя Темира Хамзаева. Основателями Темираула являются терекеменцы .Они переселились в Засулакскую Кумыкию во время походов Надиршаха в Дагестан .Село славилось сильным сельским хозяйством и животноводством, в 1910 из 47 920 пудов урожая риса в Хасавюртовском округе 36 480 приходилось на Темираул.
В 1870 году в селении было 217 дворов, в 1886 — 216, а на 17 сентября 1923 — 212.
В годы деникинской оккупации село было разорено и часть жителей была вынуждена переселиться в Султан-Янги-Юрт, Халимбекаул и другие селения.

## География
Расположено в 33 км к северо-востоку от города Хасавюрт на границе с Кизилюртовским районом, на левом берегу реки Сулак.
Ближайшие населённые пункты: на северо-востоке — село Чонтаул, на северо-западе — сёла Генжеаул и Муцалаул, на юге — поселок Новый Сулак, на юго-западе — село Кокрек, на юго-востоке — село Кироваул.

## Население
| 1889  | 1926  | 1939  | 1970  | 1989  | 2002  | 2010  |
| ----- | ----- | ----- | ----- | ----- | ----- | ----- |
| 1185  | ↘1110 | ↗1180 | ↘1159 | ↗2386 | ↗3111 | ↗3771 |
| 2021  |       |       |       |       |       |       |
| ↗4213 |       |       |       |       |       |       |

Моноэтническое кумыкское село. В селе проживают терекеменцы, этнически  слившиеся  с кумыками, также расселены в селе Костек (квартал Терекемеаул) Хасавюртовского и Чонтаул Кизилюртовского районов.
По данным Всероссийской переписи населения 2021 года:
| №        | Национальность | Численность, чел. | Доля    |
| -------- | -------------- | ----------------- | ------- |
| 1        | кумыки         | 4 190             | 99,45 % |
| 1.000001 | прочие         | 23                | 0,54 %  |
| 1.000002 | всего          | 4 213             | 100 %   |